# Lotta ai Giochi della XIX Olimpiade
Le competizioni di lotta dei Giochi della XIX Olimpiade si sono svolte all'Arena Insurgentes di Città del Messico dal 17 al 20 ottobre 1968 per le categorie della lotta libera e dal 23 al 26 ottobre 1968 per quanto riguarda le categorie della lotta greco-romana.
Come a Tokyo 1964 le categorie sono:
| Categoria     | Peso      |
| ------------- | --------- |
| Mosca         | fino a 52 |
| Gallo         | fino a 57 |
| Piuma         | fino a 62 |
| Leggeri       | fino a 70 |
| Welter        | fino a 78 |
| Medi          | fino a 87 |
| Medio-massimi | fino a 97 |
| Massimi       | oltre 97  |

## Podi
| Evento                        | Oro               | Argento           | Bronzo                    |
| Greco-romana                  |                   |                   |                           |
| Pesi mosca (dettagli)         | Petar Kirov       | Vladimir Bakulin  | Miroslav Zeman            |
| Pesi gallo (dettagli)         | János Varga       | Ion Baciu         | Ivan Kochergin            |
| Pesi piuma (dettagli)         | Roman Rurua       | Hideo Fujimoto    | Simion Popescu            |
| Pesi leggeri (dettagli)       | Muneji Munemura   | Stevan Horvat     | Petros Galaktopoulos      |
| Pesi welter (dettagli)        | Rudolf Vesper     | Daniel Robin      | Károly Bajkó              |
| Pesi medi (dettagli)          | Lothar Metz       | Valentin Olenik   | Branislav Simić           |
| Pesi medio-massimi (dettagli) | Bojan Radev       | Nikolaj Jakovenko | Nicolae Martinescu        |
| Pesi massimi (dettagli)       | István Kozma      | Anatolij Roščin   | Petr Kment                |
| Libera                        |                   |                   |                           |
| Pesi mosca (dettagli)         | Shigeo Nakata     | Richard Sanders   | Sereeter Danzandarjaa     |
| Pesi gallo (dettagli)         | Yojiro Uetake     | Donald Behm       | Abutaleb Gorgori          |
| Pesi piuma (dettagli)         | Masaaki Kaneko    | Enju Todorov      | Shamseddin Seyed-Abbassi  |
| Pesi leggeri (dettagli)       | Abdollah Movahed  | Enyu Valchev      | Danzandarjaagiin Sereeter |
| Pesi welter (dettagli)        | Mahmut Atalay     | Daniel Robin      | Dagvasuren Purev          |
| Pesi medi (dettagli)          | Boris Gurevich    | Munkbat Jigjid    | Prodan Gardžev            |
| Pesi medio-massimi (dettagli) | Ahmet Ayık        | Shota Lomidze     | József Csatári            |
| Pesi massimi (dettagli)       | Aleksandr Medved' | Osman Duraliev    | Wilfried Dietrich         |

## Medagliere
| Posizione | Paese            |    |    |    | Totale |
| --------- | ---------------- | -- | -- | -- | ------ |
| 1         | Giappone         | 4  | 1  | 0  | 5      |
| 2         | Unione Sovietica | 3  | 5  | 1  | 9      |
| 3         | Bulgaria         | 2  | 3  | 1  | 6      |
| 4         | Ungheria         | 2  | 0  | 2  | 4      |
| 5         | Germania Est     | 2  | 0  | 0  | 2      |
| 5         | Turchia          | 2  | 0  | 0  | 2      |
| 7         | Iran             | 1  | 0  | 2  | 3      |
| 8         | Francia          | 0  | 2  | 0  | 2      |
| 8         | Stati Uniti      | 0  | 2  | 0  | 2      |
| 10        | Mongolia         | 0  | 1  | 3  | 4      |
| 11        | Romania          | 0  | 1  | 2  | 3      |
| 12        | Jugoslavia       | 0  | 1  | 1  | 2      |
| 13        | Cecoslovacchia   | 0  | 0  | 2  | 2      |
| 14        | Germania Ovest   | 0  | 0  | 1  | 1      |
| 14        | Grecia           | 0  | 0  | 1  | 1      |
| Totale    | Totale           | 16 | 16 | 16 | 48     |